# Tibetaans wierook

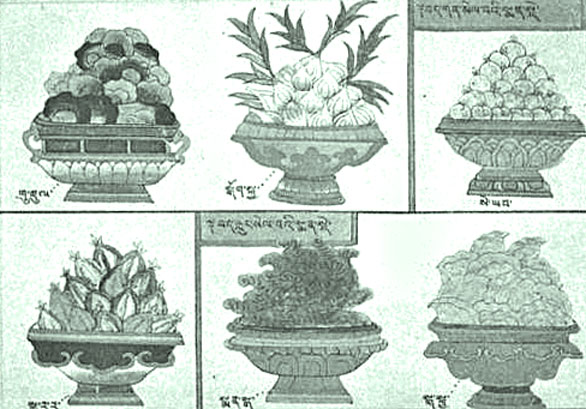
Basiskruiden in Tibetaanse geneeskunde, pagina uit de Blauwe beril

Tibetaanse wierook is een type wierook dat gebruikt wordt in het Tibetaans boeddhisme en de bön. Het bevat geuren van kruiden en bevat meerdere, tot soms 30 ingrediënten. Wierook is een belangrijk element binnen de Tibetaanse cultuur. Naast Tibet zelf wordt het verder voornamelijk gebruikt in Nepal en Bhutan.
In de Tibetaanse geneeskunde wordt aan wierook geneeskracht toegedicht. Deze behandelingen staan beschreven in het basiswerk Vier Tantra's (Tibetaans: rGyudbzhi), dat bestaat uit de boeken Worteltantra, Tantra van verlichting, Tantra van instructies en Slottantra. Wierook in de Tibetaanse geneeskunde is een onderdeel van de vijf elementen: vuur, aarde, metaal, water en hout.
De wierook werd oorspronkelijk voornamelijk in de Tibetaanse kloosters geproduceerd of de medische colleges zoals Mentsikhang op de IJzerberg in Lhasa, waarbij elk soort wierook terug te voeren was naar een bepaalde boeddhistische linie. Sinds de tweede helft van de 20e eeuw wordt het in grote mate commercieel geproduceerd, waardoor de verschillende soorten niet meer authentiek zijn.
Bij Tibetaanse kloosters stonden vaak vier grote wierookbranders (sangkangs) die in de vier belangrijkste richtingen continu wierookgeur verspreidden. Een bekend voorbeeld hiervan is de Jokhangtempel in de Barkhor-buurt in Lhasa. Deze wierookbranders hadden als doel de goden te behagen en de Jokhang te beschermen.